# (7766) Jododaira
(7766) Jododaira (1991 BH2) – planetoida z pasa głównego asteroid okrążająca Słońce w ciągu 5,35 lat w średniej odległości 3,06 j.a. Odkryta 23 stycznia 1991 roku.